# 柴田理恵の井戸端ラヂオ
『柴田理恵の井戸端ラヂオ』（しばたりえのいどばたラヂオ）は、北日本放送他で放送されていたラジオ番組。2006年4月放送開始。2009年3月をもって放送終了。KNBのネット送出枠番組の一つである。

## パーソナリティー
- 柴田理恵（富山県出身）
- 内浦純一[1]

## 番組内容
- 柴田の仕事やプライベート、そして自身の所属するWAHAHA本舗メンバーの裏話を語る番組。
- オンエア曲は比較的1980年代の曲をかけることが多かった。また、リスナーのリクエストをかけることもあった。

## ネット局
- 北日本放送（日） 15:30～16:00
- IBC岩手放送（日） 22:30～23:00[2]
- 山形放送（日） 16:00～16:30
- 静岡放送（日） 11:00～11:30
- 岐阜放送（月） 18:00～18:30
- 福井放送（日） 16:00～16:30
- 山陰放送（土） 17:15～17:45
- 西日本放送（日） 17:00～17:30
- RFラジオ日本(土)26:30～27:00
- 中国放送（土） 21:00～21:30

## 打ち切りとなったネット局
- 山陽放送（日） 17:00～17:30(?年?月～2008年9月)
- 山口放送（日） 17:00～17:30
- 四国放送（月） 18:30～19:00
- 南海放送（金） 23:00～23:30